# Barbara Kolb
Barbara Anne Kolb (* 10. Februar 1939 in Hartford, Connecticut; † 21. Oktober 2024 in North Providence, Rhode Island) war eine US-amerikanische Komponistin.
Kolb studierte am Hartt College of Music der University of Hartford Komposition und Klarinette bei Lukas Foss und Gunther Schuller. Sie gewann eine Reihe von Stipendien und war die erste Frau, die den amerikanischen Rompreis (1969–1971) für Komposition erhielt. Ein Fulbright-Stipendium ermöglichte ihr ein Studienjahr in Wien.
Von 1979 bis 1982 war sie künstlerische Leiterin für zeitgenössische Musik am Street Music School Settlement, wo sie die Konzertreihe Music New to New York veranstaltete. 1982–1983 verbrachte sie neun Monate am IRCAM und komponierte das Auftragswerk Millefoglie für Kammerensemble und Tonband. Nach der Premiere in Paris wurde das Werk u. a. in Amsterdam, Brüssel, Köln, Dallas, Washington DC, Gelsenkirchen, Helsinki, Lüttich, Montreal und 1996 beim Tokyo Summer Festival von der Tokyo Sinfonietta unter Kunitaka Kokaji aufgeführt.
Von 1984 bis 1985 hatte Kolb eine Gastprofessur für Komposition an der Eastman School of Music inne. Im Folgejahr schuf sie mit Unterstützung der Library of Congress ein Programm zum Musiktheorieunterricht für Blinde und Körperbehinderte. Eine ihrer erfolgreichsten Kompositionen war ihr Konzert für Klavier und Kammerorchester, das 1992 von den Theater Chamber Players am Kennedy Center uraufgeführt wurde.
Im Auftrag der Elisa Monte Dance Company entstand das Ballett New York Moonglow (1995) für Saxophone, Trompete, Streicher und Perkussion, für den Fagottisten Stefano Canuti komponierte sie Sidebars (1995/96), ein Duett für Fagott und Klavier. Virgin Mother Creatrix für Chor a cappella nach Hildegard von Bingen wurde beim International Festival of Women Composers der University of Pennsylvania 1998 uraufgeführt.